# Filmografia de Claudette Colbert
Claudette Colbert (1903–1996) foi uma atriz franco-estadunidense que ganhou o Oscar de melhor atriz por seu papel em "It Happened One Night" (1934). 
Nascida Émilie "Lily" Claudette Chauchoin, ela teve uma paixão precoce por uma carreira em design de moda. Embora ela seja geralmente lembrada por seu trabalho no cinema, a carreira de Colbert no show business começou no palco, e o trabalho teatral permaneceu em sua vida profissional por seis décadas. Foi sua amiga, Anne Morrison, uma aspirante a dramaturga, que a empurrou para a profissão de atriz. Ela escolheu o nome profissional de Claudette Colbert, usando o sobrenome de sua avó materna, de três gerações passadas.

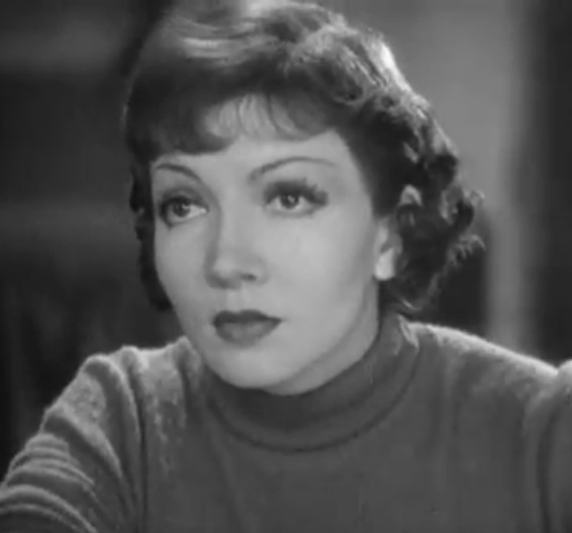
Colbert em cena de "I Cover the Waterfront" (1933).

A partir de 1923, Colbert começou a atuar em pequenas peças, e continuou como artista de palco por seis décadas, aparecendo tanto na Broadway quanto em outros locais nos Estados Unidos.  Em 1985, ela apareceu com Rex Harrison na peça "Aren't We All?", de Frederick Lonsdale, em Brooks Atkinson Theatre, ainda na Broadway.
Ela fez 65 filmes durante sua carreira.  Colbert começou a ser escalada para papéis principais nos filmes, estreando no mudo "For the Love of Mike" (1927). Colbert foi indicada mais duas vezes ao Oscar − por "Private Worlds" (1935) e "Since You Went Away" (1944) − mas não ganhou nenhuma das duas. Seu último trabalho cinematográfico foi em 1961, como a mãe de Troy Donahue em "Parrish".
Colbert fez inúmeras aparições na rádio, principalmente no Lux Radio Theatre, e esporadicamente em outros programas também. Ao longo das décadas, apareceu também em vários programas de televisão, com sua última aparição sendo na minissérie "The Two Mrs. Grenvilles" (1987), na qual ela interpretou a sogra rica de Ann-Margret.
Colbert recebeu uma estrela na Calçada da Fama de Hollywood em 8 de fevereiro de 1960.
Os títulos em português referem-se a exibições no Brasil e Portugal.

## Palcos

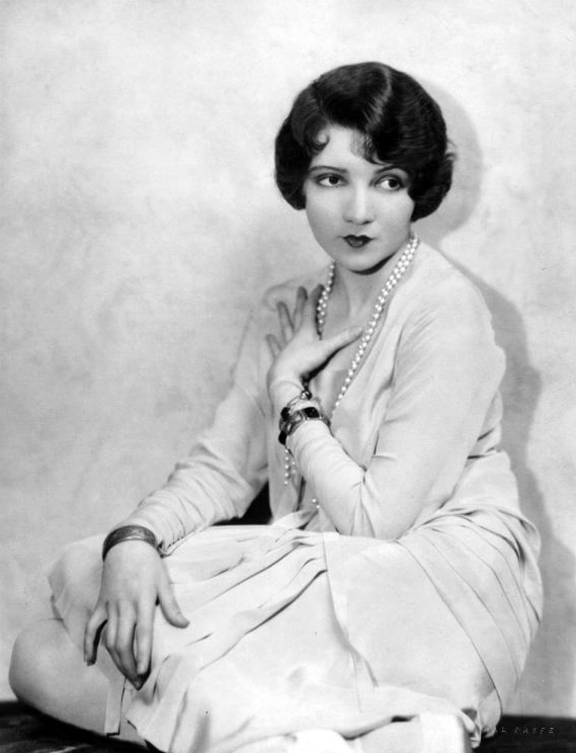
Colbert em "La Gringa" (1928).

| Título                     | Data                    | Papel                   | Notas            | Ref.   |
| -------------------------- | ----------------------- | ----------------------- | ---------------- | ------ |
| The Wild Westcotts         | 24/12/1923 – Jan 1924   | Sybil Blake             | 24 performances  | [ 9 ]  |
| A Kiss in a Taxi           | 25/08 – Out 1925        | Ginette                 | 103 performances | [ 10 ] |
| The Ghost Train            | 25/08 – Out 1926        | Peggy Murdock           | 61 performances  | [ 11 ] |
| The Pearl of Great Price   | 01/11 – 30/11/1926      | Pilgrim                 | 32 performances  | [ 12 ] |
| The Barker                 | 18/01 – Jul 1927        | Lou                     | 221 performances | [ 13 ] |
| The Mulberry Bush          | 26/10 – Nov 1927        | Sylvia Bainbridge       | 29 performances  | [ 14 ] |
| La Gringa                  | Fev 1928                | Carlota D'Astradente    | 13 performances  | [ 15 ] |
| Within the Law             | Mar 1928                | Agnes Lynch             | 16 performances  | [ 16 ] |
| Fast Life                  | 26/09 – Out 1928        | Patricia Mason          | 21 performances  | [ 17 ] |
| Tin Pan Alley              | 01/11 – Dez 1928        | Jill O'Dare             | 69 performances  | [ 18 ] |
| Dynamo                     | 11/02 – Mar 1929        | Ada Fife                | 50 performances  | [ 19 ] |
| See Naples and Die         | 24/09 – Nov 1929        | Nanette Dodge Kosoff    | 62 performances  | [ 20 ] |
| Janus                      | 24/12/1955 – 30/06/1956 | Jessica (substituição)  | Desconhecido     | [ 21 ] |
| The Marriage-Go-Round      | 29/10/1958 – 13/02/1960 | Content Lowell Delville | 431 performances | [ 22 ] |
| Julia, Jake and Uncle Joe  | 28/01/1961              | Julia Ryan              |                  | [ 23 ] |
| The Irregular Verb to Love | 17/09 – 28/12/1963      | Hedda Rankin            | 115 performances | [ 24 ] |
| The Kingfisher             | 06/12/1978 – 13/05/1979 | Evelyn                  | 118 performances | [ 25 ] |
| A Talent for Murder        | 01/10 – 06/12/1981      | Anne Royce McClain      | 77 performances  | [ 26 ] |
| Aren't We All?             | 29/04 – 21/07/1985      | Lady Frinton            | 93 performances  | [ 2 ]  |

### Outras peças de teatro
- Island Fling (1951) em Westport, Connecticut [27]
- Diplomatic Relations (1965) em Miami, Flórida[28]
- A Community of Two (1974) na Filadélfia, Pensilvânia [29]

## Cinema

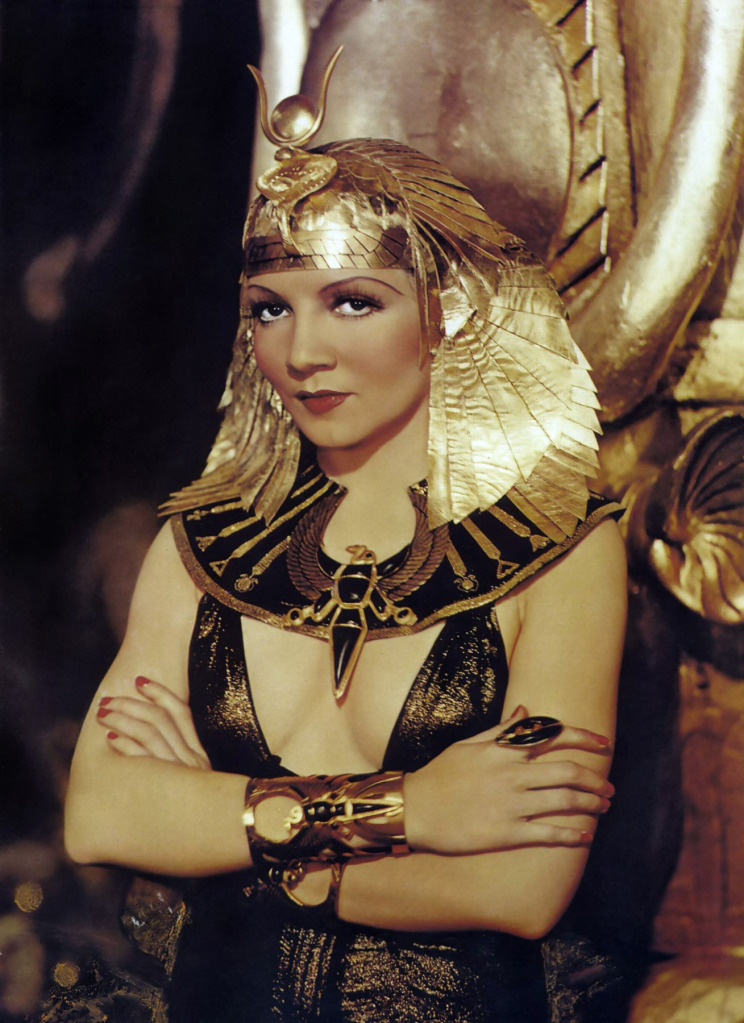
Colbert como "Cleópatra" (1934).

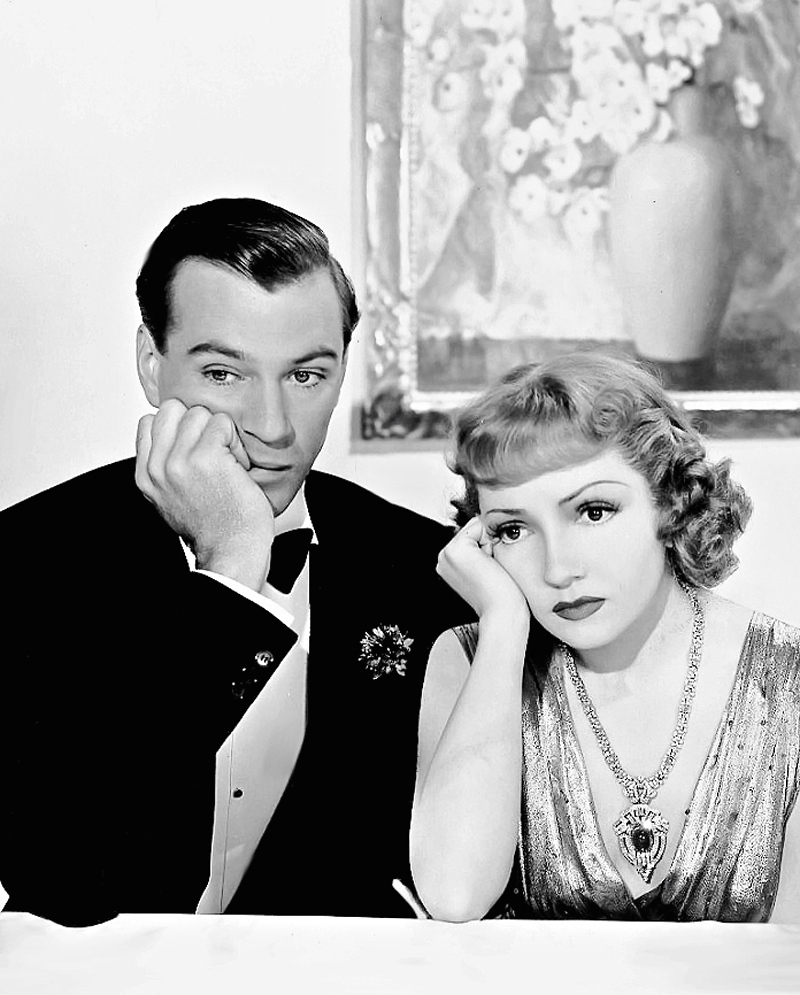
Colbert e Gary Cooper em "Bluebeard's Eighth Wife" (1938).

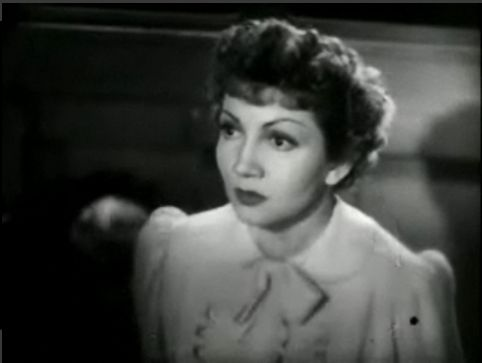
Colbert em "It's a Wonderful World" (1939).

| Ano  | Título                         | Papel                                | Companhias de produção                                                    | Ref.         |
| ---- | ------------------------------ | ------------------------------------ | ------------------------------------------------------------------------- | ------------ |
| 1927 | For the Love of Mike           | Mary                                 | Robert Kane Productions                                                   | [ 3 ] [ 30 ] |
| 1929 | The Hole in the Wall           | Jean Oliver                          | Paramount Pictures Famous Players-Lasky                                   | [ 31 ]       |
| 1929 | The Lady Lies                  | Joyce Roamer                         | Paramount Pictures Famous Players-Lasky                                   | [ 32 ]       |
| 1930 | The Big Pond                   | Barbara Billings                     | Paramount Pictures                                                        | [ 33 ]       |
| 1930 | Young Man of Manhattan         | Ann Vaughn                           | Paramount Pictures                                                        | [ 34 ]       |
| 1930 | Manslaughter                   | Lydia Thorne                         | Paramount Pictures                                                        | [ 35 ]       |
| 1930 | L'Énigmatique Monsieur Parkes  | Lucy Stavrin                         | Paramount Pictures                                                        | [ 36 ]       |
| 1931 | Honra de Amantes               | Julia Traynor                        | Paramount Pictures Preservado no UCLA Film and Television Archive         | [ 37 ]       |
| 1931 | O Tenente Sedutor              | Franzi                               | Paramount Pictures Preservado no UCLA Film and Television Archive         | [ 38 ]       |
| 1931 | Secrets of a Secretary         | Helen Blake                          | Paramount Pictures                                                        | [ 39 ]       |
| 1931 | His Woman                      | Sally Clark                          | Paramount Pictures                                                        | [ 40 ]       |
| 1932 | The Wiser Sex                  | Margaret Hughes / Ruby Kennedy       | Paramount Pictures                                                        | [ 41 ]       |
| 1932 | The Misleading Lady            | Helen Steele                         | Paramount Pictures                                                        | [ 42 ]       |
| 1932 | The Man from Yesterday         | Sylvia Suffolk                       | Paramount Pictures                                                        | [ 43 ]       |
| 1932 | The Phantom President          | Felicia Hammond                      | Paramount Pictures                                                        | [ 44 ]       |
| 1932 | O Sinal da Cruz                | Imperatriz Popeia                    | Paramount Pictures Preservado no UCLA Film and Television Archive         | [ 45 ]       |
| 1933 | Tonight Is Ours                | Princesa / Rainha Nadya              | Paramount Pictures                                                        | [ 46 ]       |
| 1933 | I Cover the Waterfront         | Julie Kirk                           | Reliance Pictures, Inc.                                                   | [ 47 ]       |
| 1933 | Three-Cornered Moon            | Elizabeth Rimplegar                  | Paramount Pictures                                                        | [ 48 ]       |
| 1933 | Torch Singer                   | Sally Trent / Mimi Benton            | Paramount Pictures                                                        | [ 49 ]       |
| 1934 | Four Frightened People         | Judy Jones                           | Columbia Pictures Preservado no UCLA Film and Television Archive          | [ 50 ]       |
| 1934 | It Happened One Night          | Ellie Andrews                        | Columbia Pictures                                                         | [ 51 ]       |
| 1934 | Cleópatra                      | Cleópatra Filopátor                  | Paramount Pictures Preservado no UCLA Film and Television Archive         | [ 52 ]       |
| 1934 | Imitation of Life              | Beatrice "Bea" Pullman               | Universal Pictures                                                        | [ 53 ]       |
| 1935 | The Gilded Lily                | Marilyn David                        | Paramount Pictures                                                        | [ 54 ]       |
| 1935 | Private Worlds                 | Dra. Jane Everest                    | Walter Wanger Productions                                                 | [ 55 ]       |
| 1935 | She Married Her Boss           | Julia Scott                          | Columbia Pictures                                                         | [ 56 ]       |
| 1935 | The Bride Comes Home           | Jeannette Desmereau                  | Paramount Pictures                                                        | [ 57 ]       |
| 1936 | Under Two Flags                | Cigarette                            | 20th Century Fox Preservado no UCLA Film and Television Archive           | [ 58 ]       |
| 1937 | Tovarich                       | Grã-duquesa Tatiana Petrovna Romanov | Warner Bros.                                                              | [ 59 ]       |
| 1937 | I Met Him in Paris             | Kay Denham                           | Paramount Pictures                                                        | [ 60 ]       |
| 1937 | Maid of Salem                  | Barbara Clarke                       | Paramount Pictures                                                        | [ 61 ]       |
| 1938 | Bluebeard's Eighth Wife        | Nicole de Loiselle                   | Paramount Pictures                                                        | [ 62 ]       |
| 1939 | Zazá                           | Zaza                                 | Paramount Pictures                                                        | [ 63 ]       |
| 1939 | Meia-Noite                     | Eve Peabody / Baronesa Czerny        | Paramount Pictures                                                        | [ 64 ]       |
| 1939 | It's a Wonderful World         | Edwina Corday                        | Metro-Goldwyn-Mayer (MGM)                                                 | [ 65 ]       |
| 1939 | Drums Along the Mohawk         | Magdalena "Lana" Borst Martin        | 20th Century Fox                                                          | [ 66 ]       |
| 1940 | Boom Town                      | Betsy Bartlett McMasters             | Metro-Goldwyn-Mayer (MGM)                                                 | [ 67 ]       |
| 1940 | Arise, My Love                 | Augusta "Gusto" Nash                 | Paramount Pictures                                                        | [ 68 ]       |
| 1941 | Skylark                        | Lydia Kenyon                         | Paramount Pictures                                                        | [ 69 ]       |
| 1941 | Remember the Day               | Nora Trinell                         | 20th Century Fox                                                          | [ 70 ]       |
| 1942 | The Palm Beach Story           | Geraldine "Gerry" Jeffers            | Paramount Pictures                                                        | [ 71 ]       |
| 1943 | So Proudly We Hail!            | Ten. Janet "Davy" Davidson           | Paramount Pictures                                                        | [ 72 ]       |
| 1943 | No Time for Love               | Katherine Grant                      | Paramount Pictures                                                        | [ 73 ]       |
| 1944 | Since You Went Away            | Sra. Anne Hilton                     | Selznick International Pictures Vanguard Films                            | [ 74 ]       |
| 1944 | Practically Yours              | Peggy Martin                         | Paramount Pictures                                                        | [ 75 ]       |
| 1945 | Guest Wife                     | Mary Price                           | Greentree Productions                                                     | [ 76 ]       |
| 1946 | Tomorrow Is Forever            | Elizabeth Hamilton                   | International Pictures                                                    | [ 77 ]       |
| 1946 | Without Reservations           | Christopher "Kit" Madden             | RKO Pictures                                                              | [ 78 ]       |
| 1946 | The Secret Heart               | Leola "Lee" Addams                   | Metro-Goldwyn-Mayer (MGM)                                                 | [ 79 ]       |
| 1947 | The Egg and I                  | Betty MacDonald                      | Universal Pictures                                                        | [ 80 ]       |
| 1948 | Sleep, My Love                 | Alison Courtland                     | Triangle Productions, Inc. Preservado no UCLA Film and Television Archive | [ 81 ]       |
| 1949 | Family Honeymoon               | Katie Armstrong Jordan               | Universal-International Pictures, Inc.                                    | [ 82 ]       |
| 1949 | Bride for Sale                 | Nora Shelley                         | RKO Pictures                                                              | [ 83 ]       |
| 1950 | Three Came Home                | Agnes Newton Keith                   | 20th Century Fox                                                          | [ 84 ]       |
| 1950 | The Secret Fury                | Ellen R. Ewing                       | RKO Pictures                                                              | [ 85 ]       |
| 1951 | Thunder on the Hill            | Enfermeira Irmã Mary Bonaventure     | 20th Century Fox                                                          | [ 86 ]       |
| 1951 | Let's Make It Legal            | Miriam Halsworth                     | 20th Century Fox                                                          | [ 87 ]       |
| 1952 | The Planter's Wife             | Liz Frazer                           | Pinnacle Productions                                                      | [ 88 ]       |
| 1954 | Destinées                      | Elisabeth Whitefield                 | Franco London Films Continental Produzione                                | [ 89 ]       |
| 1954 | Si Versailles m'était conté... | Madame de Montespan                  | Cocinor                                                                   | [ 89 ]       |
| 1955 | Texas Lady                     | Prudence Webb                        | RKO Pictures                                                              | [ 90 ]       |
| 1961 | Parrish                        | Ellen McLean                         | Warner Bros.                                                              | [ 91 ]       |

| Ano     | Título                         | Notas | Ref.          |
| ------- | ------------------------------ | --- | ------------- |
| 1932    | Make Me a Star                 | Aparição não faturada. | [ 92 ] [ 93 ] |
| 1933    | Hollywood on Parade No. 9      | Preservado no UCLA Film and Television Archive.                                                                                  | [ 94 ]        |
| 1934    | The Hollywood You Never See    | Uma visão dos bastidores da produção de Cleópatra.                                                                               | [ 95 ]        |
| 1935    | The Fashion Side of Hollywood  | Um curta de bastidores. | [ 96 ]        |
| 1935-37 | Oscar                          | Imagens de cinejornais – especialistas em cinema escolhem os vencedores de 1934. Preservado no UCLA Film and Television Archive. | [ 97 ]        |
| 1938    | Breakdowns of 1938             | Cenas cortadas de vários filmes, incluindo Tovarich (1937).                                                                      | [ 95 ]        |
| 1942    | Hedda Hopper's Hollywood No. 6 | Colunista de fofocas Hedda Hopper cobrindo dois assuntos beneficentes da Segunda Guerra Mundial.                                 | [ 95 ]        |

## Televisão
| Ano     | Título                                            | Papel                             | Notas                                                                                                  | Ref.    |
| ------- | ------------------------------------------------- | --------------------------------- | --- | ------- |
| 1951    | The Jack Benny Program                            | Ela mesma                         | Co-estrelou com Basil Rathbone e Robert Montgomery                                                     | [ 98 ]  |
| 1954-55 | The Best of Broadway                              | Julie Cavendish                   | - Episódio: "The Royal Family" - Episódio: "The Guardsman"                                             | [ 99 ]  |
| 1955    | The Ford Television Theatre                       | Lorna Gilbert / Elizabeth Hopkins | - Episódio: "Magic Formula" - Episódio: "While We're Young"                                            | [ 99 ]  |
| 1955    | Climax!                                           | Irmã Cecilia Dra. Jane Everest    | - Episódio: "Private Worlds", baseado no filme de 1935 - Episódio: "The Deliverance of Sister Cecilia" | [ 100 ] |
| 1955    | The Colgate Comedy Hour                           | Ela mesma                         | "Special Awards Presentation", em Cocoanut Grove, Hollywood                                            | [ 101 ] |
| 1955    | Letter to Loretta                                 | Ela mesma – Anfitriã convidada    | Episódio: "A Pattern of Deceit"                                                                        |         |
| 1956    | Ford Star Jubilee                                 | Ruth Condomine                    | Episódio: "Blithe Spirit"                                                                              | [ 99 ]  |
| 1956    | Robert Montgomery Presents                        |                                   | Episódio: "After All These Years"                                                                      |         |
| 1957-60 | Zane Grey Theatre                                 | Lucy Horncuff Beth Brayden        | - Episódio: "Blood in the Dust" - Episódio: "So Young the Savage Land"                                 |         |
| 1957    | General Motors 50th Anniversary Show              | Ela mesma                         | | [ 102 ] |
| 1957    | Playhouse 90                                      | Betsy Gregg                       | Mestre de cerimônia                                                                                    | [ 103 ] |
| 1957    | Telephone Time                                    | Mary Roberts Rinehart             | Apelo romântico                                                                                        | [ 104 ] |
| 1958    | The Steve Allen Show                              | Ela mesma                         | | [ 105 ] |
| 1958    | Colgate Theatre                                   | Elizabeth Harper                  | Episódio: "Welcome to Washington"                                                                      |         |
| 1958    | What's My Line?                                   | Ela mesma                         | Convidada misteriosa                                                                                   | [ 106 ] |
| 1958    | Suspicion                                         | Srta. Edith Miller                | Episódio: "The Last Town Car"                                                                          |         |
| 1958    | General Electric Theater                          | Edith Miller                      | 2 episódios                                                                                            | [ 107 ] |
| 1959    | Frontier Justice                                  | Lucy Horncuff                     | Episódio: "Blood in the Dust" (originalmente exibido em Zane Grey Theater)                             |         |
| 1959    | The Bells of St. Mary's                           | Irmã Benedict                     | Telefilme                                                                                              | [ 108 ] |
| 1963    | The Outer Limits                                  |                                   | Episódio: "The Galaxy Being"                                                                           | [ 99 ]  |
| 1982    | The American Film Institute Salute to Frank Capra | Ela mesma                         | | [ 109 ] |
| 1987    | The Two Mrs. Grenvilles                           | Alice Grenville                   | Elenco principal                                                                                       | [ 110 ] |

## Aparições na rádio

### Lux Radio Theatre
Entre os anos de 1935 e 1954, Colbert fez inúmeras aparições no Lux Radio Theatre.
- "Holiday" (10/03/1935)
- "The Barker" (20/07/1936)
- "The Gilded Lily" (11/01/1937)
- "Hands Across the Table" (03/05//1937)
- "Alice Adams" (03/01/1938)
- "It Happened One Night" (20/03/1939)
- "The Ex-Mrs. Bradford" (19/06/1939)
- "The Awful Truth" (11/09/1939)[113]
- "Meia-Noite" (20/05/1940)
- "His Girl Friday" (30/09/1940)
- "A Loja da Esquina" (23/06/1941)
- "Skylark" (02/02/1942)
- "Once Upon a Honeymoon" (12/04/1943)
- "So Proudly We Hail!" (01/11/1943)
- "Magnificent Obsession" (13/11/1944)
- "Practically Yours" (27/08/1945)
- "Tomorrow Is Forever" (06/05/1946)
- "Without Reservations" (26/08/1946)
- "The Egg and I" (05/05/1947)
- "Family Honeymoon" (04/04/1949, 23/04/1951)
- "Bride for Sale" (05/06/1950)[114]
- "Thunder on the Hill" (09/11/1953)
- "The Corn Is Green" (17/05/1954)

### NBC Radio Show
- "The Old Gold Comedy Theatre: The Palm Beach Story" (29/10/1944)[115]
- "Bob Hope Show: Guest Star Claudette Colbert" (01/04/1952)[116]

### The Screen Guild Theatre
Ela também participou de 13 episódios da rádio The Screen Guild Theatre, entre 1939 e 1952.
| Ano  | Programa             | Episódio        |
| ---- | -------------------- | --------------- |
| 1947 | "This Is Hollywood"  | "The Egg and I" |
| 1950 | "Hallmark Playhouse" | "The Egg and I" |

## Áudio cassete
- Gift from the Sea (1986)[120]